# Волков, Николай Григорьевич
Николай Григорьевич Волков (1907—1972) — полковник Рабоче-крестьянской Красной Армии, участник Великой Отечественной войны, Герой Советского Союза (1943).

## Биография
Николай Волков родился 1 (14) октября 1907 года в селе Никольское (ныне — Малоархангельский район Орловской области) в семье крестьянина. Учился горном училище, затем в техникуме. В 1925 году был призван на службу в Рабоче-крестьянскую Красную Армию. В 1930 году экстерном окончил военно-инженерное училище. С начала Великой Отечественной войны — на её фронтах. К сентябрю 1943 года гвардии подполковник Николай Волков был корпусным инженером 7-го гвардейского механизированного корпуса 2-й танковой армии Центрального фронта. Отличился во время битвы за Днепр.
Несмотря на массированный огонь вражеской артиллерии и непрерывные авианалёты, Волков успешно сумел организовать переправу своего корпуса через Днепр и Десну к северу от Киева.
Указом Президиума Верховного Совета СССР от 17 октября 1943 года за «образцовое выполнение боевых заданий командования на фронте борьбы с немецкими захватчиками и проявленные при этом мужество и героизм» гвардии подполковник Николай Волков был удостоен высокого звания Героя Советского Союза с вручением ордена Ленина и медали «Золотая Звезда» за номером 1222.
После окончания войны в звании полковника Волков вышел в отставку. Проживал в Сочи, умер 6 января 1972 года.
Был награждён двумя орденами Ленина, орденами Красного Знамени, Отечественной войны 1-й и 2-й степеней, двумя орденами Красной Звезды, а также рядом медалей.